# Cephalotes taino
Cephalotes taino é uma espécie de inseto do gênero Cephalotes, pertencente à família Formicidae.